# Vava'u 14
Vavaʻu 14 es un distrito electoral para la Asamblea Legislativa de Tonga. Se estableció para las elecciones generales de noviembre de 2010, cuando los distritos electorales regionales multi-escaños para Representantes Populares fueron reemplazados por distritos electorales de un solo asiento, eligiendo a un representante. Ubicado en la isla de Vavaʻu, abarca a los pueblos de Pangaimotu, ‘Utulei, ‘Utungake, Talihau, Taoa, Vaimalo, Tefisi, Tu'anuku, Longomapu, Taunga, Kapa, ‘Otea, Falevai, Matamaka, Nuapapu, Lape, Ovaka, Hunga, Holeva, Koloa, Olo'ua, Ofu, y Okoa. Es uno de tres distritos electorales de Vavaʻu. (El número 14 indica que es el decimocuarto en la país, no en la isla de Vavaʻu).
Su primer (y hasta ahora único) representante es Lisiate 'Akolo, electo por primera vez, aunque fue nombrado Ministro de Trabajo, Comercio e Industrias, por el Primer Ministro Feleti Sevele en 2006, y por lo tanto participó Parlamento de oficio 2006 a 2010. Se presentó en la elecciones generales de 2010 como candidato independiente, en contra de uno de los parlamentarios titulares para el distrito electoral de Vavaʻu, 'Etuate Lavulavu, también independiente. 'Akolo fue elegido, con un 5,3% de ventaja sobre Lavulavu. Permaneció como ministro de Trabajo.

## Miembros del Parlamento
| Año de Elección | Miembro         | Partido                                 |
| --------------- | --------------- | --------------------------------------- |
| 2010            | Lisiate ‘Akolo  | Independiente                           |
| 2014            | Saia Piukala    | Partido Democrático de las Islas Amigas |
| 2017            | Saia Piukala    | Partido Democrático de las Islas Amigas |
| 2021            | Saia Piukala    | Partido Democrático de las Islas Amigas |
| 2024            | Mo’ale ‘Otunuku |                                         |